# FTI Consulting
FTI Consulting, Inc. er en amerikansk erhvervskonsulentvirksomhed med hovedkvarter i Washington D.C.. De er specialiseret i virksomhedsøkonomi, restrukturering, konsulentydelser, strategisk kommunikation og teknologi. FTI Consulting har ca. 7.700 ansatte i 31 lande og en årsomsætning på 3 mia. US $.